# パロディ映画
パロディ映画（パロディえいが）は、ヒット作、有名作、カルト作などの映画作品の全編またはワンシーンや、時事ネタなどをパロディにした、コメディ映画に内包される映画のジャンルである。
中にはシリーズ化されるものもあり、主にヒット作を中心に、随所にストーリーとは直接関係のないところまで、パロディにしていくものも少なくない。そのため、一般には予備知識がなくとも楽しめるように作られてはいるが、元ネタを知っていればいるほど、より楽しめるようになっていることが多い。

## パロディ映画の例
作品名と制作年を表示した後、インデントした次の行でその作品でパロディの対象となっている先行作品（複数ある場合はおもなものを）、ないしは、映画作品以外のパロディの対象を記す。
- モンティ・パイソン・アンド・ナウ（1971年）

社会風刺
- クィーン・コング（1976年）

キング・コング（1933年）- 1976年のリメイクに合わせて制作されたパロディ
- 名探偵登場（1976年）

推理小説の主人公たちを多数登場させ、パロディ化した映画。
- モンティ・パイソン・アンド・ホーリー・グレイル（1979年）

中世の騎士物語であるアーサー王物語をパロディ化した映画。
- スペースボール（1987年）

スター・ウォーズシリーズ（1977年以降）
- 裸の銃を持つ男（シリーズ：1988年、1991年、1994年）

007 黄金銃を持つ男（1974年）
- ホット・ショット（1991年）

トップガン（1986年）、ターミネーター2（1991年）
- ローデッド・ウェポン1（1993年）

リーサル・ウェポン（1987年）、ダイ・ハード（1988年）、羊たちの沈黙（1991年）、氷の微笑（1992年）
- ホット・ショット2（1993年）

ランボー・シリーズ（1982年以降）
- ロビン・フッド/キング・オブ・タイツ（1993年）

ロビン・フッド（1991年：ケヴィン・レイノルズ監督）
- スパイ・ハード（1996年）

007シリーズ（1962年以降）、ザ・シークレット・サービス、クリフハンガー（以上、1993年）、トゥルーライズ（1994年）
- オースティン・パワーズ・シリーズ（1997年以降）

007シリーズ（1962年以降）
- ギャラクシー・クエスト（1999年）

スタートレック・シリーズ（1966年以降）
- 親指ウォーズ/親指タイタニック（1999年）

スター・ウォーズシリーズ（1977年以降）/ タイタニック（1997年）
- 最終絶叫計画シリーズ

最終絶叫計画（2000年）
エクソシスト（1973年）、スクリーム（1996年）、ラストサマー（1997年）、シックス・センス、マトリックス（以上、1999年）
最'新'絶叫計画（2001年）
エクソシスト（1973年）、エルム街の悪夢（1984年）、チャーリーズ・エンジェル（2000年）
最'狂'絶叫計画（2003年）
マトリックス（1999年）、ザ・リング、サイン、8 Mile（以上、2002年）
最終絶叫計画4（2006年）
宇宙戦争（2005年）
- 日本以外全部沈没（2006年）

日本沈没（1973年）、日本沈没（2006年）
- スキージャンプ・ペア Road to TORINO 2006（2006年）

CG動画として話題になったスキージャンプ・ペアの世界観を、実在のスキージャンプ選手への架空インタビューなどを重ねて表現したドキュメンタリー調の映画
- ホット・ファズ -俺たちスーパーポリスメン!-（2007年）

ハートブルー（1991年）、バッドボーイズ2バッド（2003年）、ウィッカーマン（2006年）
- 鉄板英雄伝説（2007年）

ナルニア国物語/第1章: ライオンと魔女、チャーリーとチョコレート工場（以上、2005年）、X-MEN:ファイナル ディシジョン、パイレーツ・オブ・カリビアン/デッドマンズ・チェスト、ナチョ・リブレ 覆面の神様、ダ・ヴィンチ・コード（以上、2006年）
- ディザスター・ムービー!おバカは地球を救う（2008年）

インディ・ジョーンズ/クリスタル・スカルの王国、アイアンマン、ヘルボーイ/ゴールデン・アーミー、ダークナイト、魔法にかけられて（以上、2008年）
- トロピック・サンダー/史上最低の作戦』（2008年）

地獄の黙示録（1979年）、『ランボー』（1982年）、プライベート・ライアン（1998年）
- ファンボーイズ（2008年）

スター・ウォーズシリーズ（1977年以降）
- ギララの逆襲/洞爺湖サミット危機一発（2008年）
- パロディの対象は映画ではなく、公開年に開催された第34回主要国首脳会議（洞爺湖サミット）[18]、怪獣は、宇宙大怪獣ギララ（1967年）による。

- スコット・ピルグリム VS. 邪悪な元カレ軍団（2010年）

様々なテレビゲーム類
- ジョニー・イングリッシュ 気休めの報酬（2011年）

007シリーズ（1962年以降）

## パロディ映画監督の例
- メル・ブルックス[5]